# Lachesis
För ormsläktet med samma namn, se hålormar.

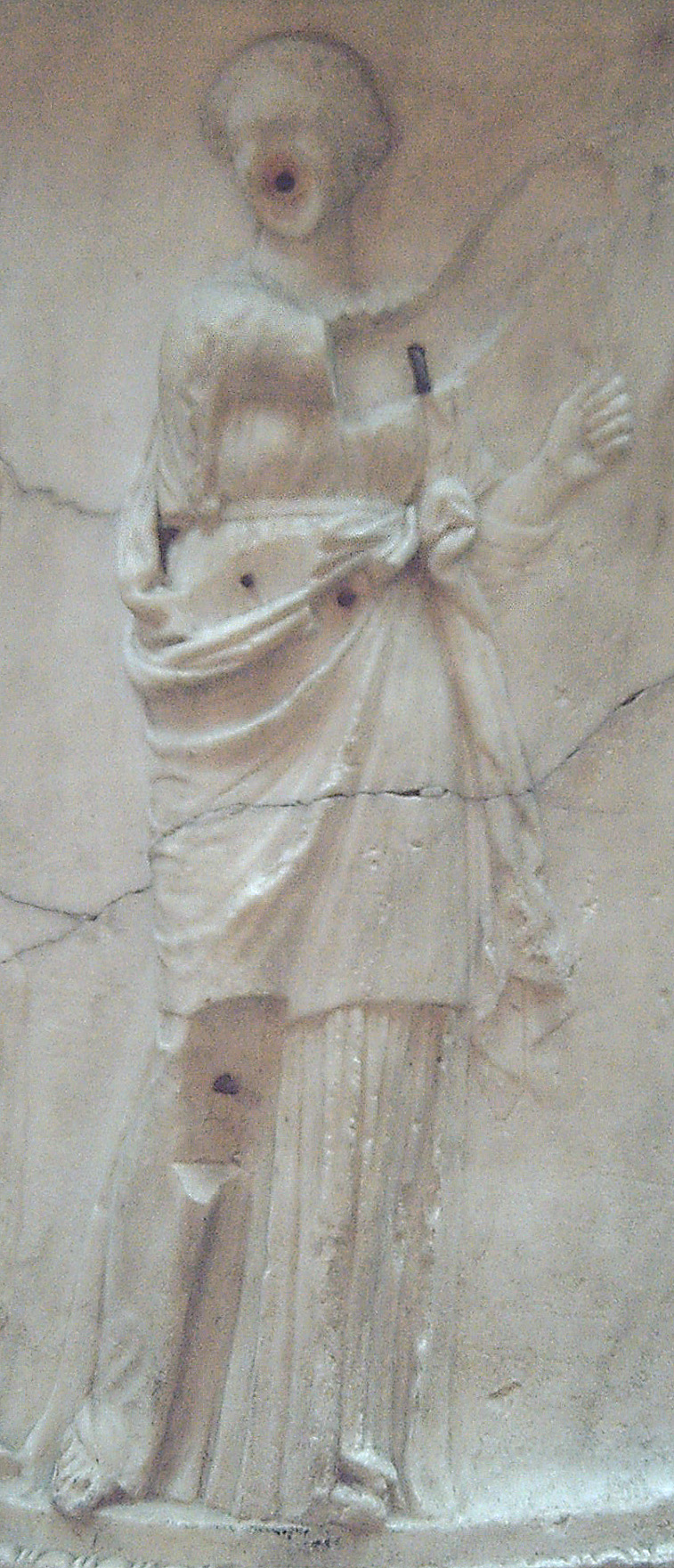
Lachesis. Romersk relief från 100-talet e.Kr., troligen kopia av ett äldre original.

Lachesis eller Lakesis (grekiska: Λάχεσις), ”den livslotten tilldelande eller avmätande”, var i grekisk mytologi en av de tre ödesgudinnorna moirerna; de andra två var Klotho och Atropos. Namnet Lachesis är förmodligen avlett av ”lochein” som betyder lotta ut, det vill säga tilldela människorna sina respektive livslotter. Lachesis roll var den som bestämde över livstrådens händelser och skiften, vilket i grekisk konst symboliserades av att Lachesis som attribut bland annat erhöll livslotten.

## Användningar av namnet
- Buskmästare (Lachesis muta), en orm i släktet Lachesis.
- 120 Lachesis, en asteroid i asteroidbältet.

## Jämför med
- Nornorna i nordisk mytologi, där i synnerhet Verdandis roll är jämförbar med Lachesis.
- Parcerna i romersk mytologi, främst Decuma.[3]